# Adolf Hasenkamp
Adolf Hasenkamp (* 9. September 1874 in Düsseldorf; † 8. Mai 1936 in Stuttgart) war ein deutscher Nationalökonom.

## Leben
Hasenkamp studierte Rechtswissenschaft an der Universität Lausanne, der Philipps-Universität Marburg und der Rheinischen Friedrich-Wilhelms-Universität. In Marburg wurde er 1894 im Corps Hasso-Nassovia aktiv. Er bestand Mitte Juni 1896 das Referendarexamen. In Erlangen wurde er zwei Wochen später zum Dr. iur. promoviert. Am 16. Mai 1902 bestand er das Assessorexamen. Nach mehrjährigem Aufenthalt im Ausland, besonders in den Vereinigten Staaten, wurde er 1909 Privatdozent für Nationalökonomie an der Christian-Albrechts-Universität zu Kiel. 1914 wurde er als o. Professor für Nationalökonomie und Statistik an die Technische Hochschule Danzig berufen.

## Veröffentlichungen
- Die Geldverfassung und das Notenbankwesen der Vereinigten Staaten. Fischer, Jena 1907.

- Die wirtschaftliche Krisis des Jahres 1907 in den Vereinigten Staaten von Amerika. Fischer, Jena 1908.